# Henri Baur
Henri Baur (Franciaország, Guebwiller. 1872. november 14. – 1932. május 15.) osztrák atléta, birkózó, kötélhúzó.
Az 1906. évi nyári olimpiai játékokon indult kötélhúzásban. Egyenes kieséses volt a verseny. Az első körben kikaptak a görögöktől, majd a bronzmérkőzésen szintén kikaptak a svédektől.
Indult még atlétika számokban: ötpróbában és antik stílusú diszkoszvetésben. Egyikben sem nyert érmet.
Birkózásban, a nehézsúlyban indult és ezüstérmes lett.